# Anonymisering
Anonymisering er en procedure til dataforvaltning og afidentificering, hvis hensigt er beskyttelse af privatlivets fred. Processen indebærer, at personer ikke længere kan identificeres ud fra data alene eller ved sammenstilling med andre data og på den måde forbliver anonyme.

## Oversigt
Anonymisering er blevet defineret som en "proces, hvorved personoplysninger ændres på en sådan måde, at den registrerede ikke længere kan identificeres direkte eller indirekte, hverken af den dataansvarlige alene eller i samarbejde med en anden part."
Anonymisering kan muliggøre overførsel af information på tværs af en grænse, såsom mellem to afdelinger i en virksomhed eller mellem to virksomheder, samtidig med at risikoen for utilsigtet offentliggørelse reduceres, og i visse miljøer på en måde, der muliggør evaluering og analyse efter anonymisering.
I forbindelse med kliniske data refererer anonymiserede data til data, hvorfra patienten ikke kan identificeres af modtageren af informationen. Navn, adresse og det fulde postnummer skal fjernes sammen med enhver anden information, der sammen med andre data, som opbevares af eller videregives til modtageren, kan identificere patienten.
Der vil altid være en risiko for, at anonymiserede data ikke forbliver anonyme over tid. Sammenstilling af det anonymiserede datasæt med andre data, smarte teknikker og rå regnekraft er nogle af måderne, hvorpå tidligere anonyme datasæt er blevet afanonymiseret; de registrerede er ikke længere anonyme.
Der er fem typer af anonymiseringsoperationer: generalisering, undertrykkelse, anatomisering, permutation og perturbation.